# Microsoft Works
Pour les articles homonymes, voir Works.
Microsoft Works est un intégré bureautique édité par Microsoft sous licence propriétaire payante. Commercialisé entre 1988 et 2007, il était souvent fourni lors de l'achat d'un ordinateur, destiné à une utilisation non professionnelle. Il contenait comme modules principaux :
- un traitement de texte qui comprend toutes les fonctions essentielles, la vérification orthographique, la vérification grammaticale, l'utilisation de dictionnaires, l'insertion d'images, de caractères spéciaux, de formules mathématiques, le publipostage, l'édition d'enveloppes, d'étiquettes, etc. ;
- un tableur capable en particulier de lire et créer des feuilles de calcul enregistrées par défaut au format Works (.xlr) directement utilisable depuis Excel ;
- une base de données ;
- un agenda ;
- un carnet d'adresses.

Les fonctionnalités de Works sont limitées par rapport à celles des suites bureautiques professionnelles comme Microsoft Office : le tableur ne crée pas de classeurs, pas d'édition de pages web, de création de diapositives, base de données non relationnelle, pas de possibilité de macro commandes, etc., mais elles sont adaptées au grand public par leur ergonomie visant à faciliter les tâches.

## Versions

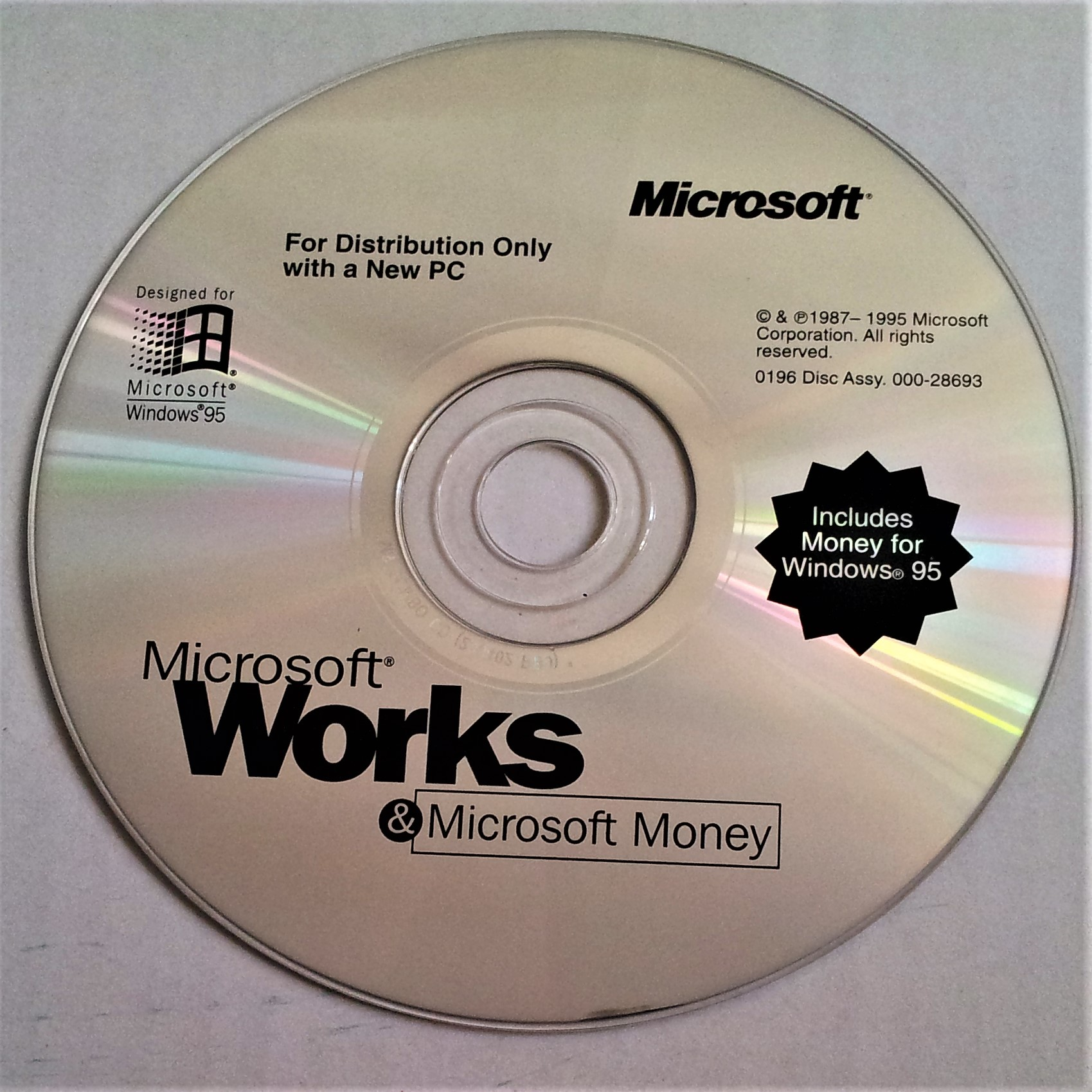
Le CD d'installation de Microsoft Works 4.0 avec Microsoft Money 95

### SousMS-DOS
- Microsoft Works 1.05
- Microsoft Works 1.12
- Microsoft Works 2.0 et 2.00a
- Microsoft Works 3.0, 3.0a et 3.0b

### SousMac OS
- Microsoft Works 1.0
- Microsoft Works 2.0
- Microsoft Works 3.0
- Microsoft Works 4.0

### SousMicrosoft Windows
- Microsoft Works 2.0 et 2.0a (pour Windows 3.x)
- Microsoft Works 3.0, 3.0a et 3.0b (Windows 3.x)
- Microsoft Works 4.0, 4.0a, 4.5 et 4.5a (pour Windows 95)
- Microsoft Works 2000 (version 5)
- Microsoft Works 6.0 (dernière version pour Windows 95)
- Microsoft Works 7.0 (dernière version pour Windows 98 première édition)
- Microsoft Works 8.0 (dernière version pour Windows 98 seconde édition, Windows Me et Windows 2000)
- Microsoft Works 8.5
- Microsoft Works 9.0 (compatible avec Microsoft Office 2007)

## Works Suite
En 1997, Microsoft lance la suite bureautique Microsoft Home Essentials, contenant plusieurs de ses logiciels tels que Works 4.0, le traitement de texte Word 97, l’encyclopédie Encarta 97 ou Microsoft Arcade. La troisième édition, sortie en 1999, abandonne le nom de Home Essentials pour celui de Works Suite. Cette même année sort également une version allégée nommée Works Deluxe, qui ne sera pas reconduite par la suite.
Works Suite est édité jusqu'en 2006. Sa dernière édition contient Works 8.0, Word 2002, le logiciel de retouche d’images Photo, Encarta Standard 2006, le gestionnaire de finances Money 2006 et le logiciel d’itinéraires AutoRoute 2006. 
Works Plus voit le jour en 2008 comme étant composé de Word 2003 et de Works 9.0 uniquement. Disponible uniquement sur des ordinateurs OEM, la suite ne fut pas reconduite pour une seconde édition.